# Цинубани (Агара)
Цинубани (груз. წინუბანი) — село в Грузии, на территории Ахалцихского муниципалитета края (мхаре) Самцхе-Джавахети.

## География
Село находится в южной части Грузии, на левом берегу реки Цинубанисцкали (левый приток Куры), на расстоянии приблизительно 10 километров (по прямой) к северо-востоку от города Ахалцихе, административного центра муниципалитета. Абсолютная высота — 1011 метров над уровнем моря.

## Население
По результатам официальной переписи населения 2014 года, в Цинубани проживал 241 человек (122 мужчины и 119 женщин). В национальной структуре населения грузины составляли 99,2 %, армяне — 0,4 %, русские — 0,4 %.
| Год  | Население, человек |
| ---- | ------------------ |
| 2002 | 348                |
| 2014 | ↘ 241              |